# Fahraj (shahrestan)
Fahraj (persiska: شهرستان فهرج, فهرج) är en shahrestan, delprovins, i Iran.   Den ligger i provinsen Kerman, i den sydöstra delen av landet, 1 000 km sydost om huvudstaden Teheran.
Delprovinsen hade 67 096 invånare 2016.